# Christophe Douchand
Christophe Douchand est un réalisateur français de téléfilms.

## Réalisateur

### Téléfilm
- 2010 : L'Amour vache
- 2011 : Ni vu, ni connu
- 2011 : L'Amour encore plus vache
- 2011 : Dix jours pour s'aimer
- 2012 : L'Homme de ses rêves
- 2017 : La loi de Julien
- 2023 : Flash(s)
- 2025 : Double Vue

### Séries TV
- 2003-2004 : Les Enquêtes d'Éloïse Rome - 6 épisodes (Joanna est revenue, Les Feux de l'enfer, C'était un petit jardin, La vipère, Cinq de cœur, Lieutenant Casanova et Coup de main)
- 2005 : Fargas - saison 1 épisode 4 (Fashion victim)
- 2006 : Les Cordier, juge et flic - saison 1 épisode 6 (Témoin à abattre)
- 2006 : Sœur Thérèse.com - saison 1 épisode 10 (Meurtre en sous-sol)
- 2007-2008 : R.I.S. Police scientifique - 7 épisodes (Voyance, Vertiges, La rançon de la vie, L'ombre d'un doute, Meurtres aveugles, La piste aux étoiles et Faute de goût)
- 2009 : L'Internat série TV coréalisée avec Bruno Garcia, Pascal Lahmani et Nicolas Herdt[1]
- 2009-2010 : Les Bleus, premiers pas dans la police - 7 épisodes (Devoir de mémoire, A bout portant, À double tranchant, 24 heures presque chrono, Le passé retrouvé, L'envers du décor et Un voisin encombrant)
- 2013 : Candice Renoir série télévisée - les 4 premiers épisodes[2] (À tout seigneur, tout honneur, Pourvu qu'on ait l'ivresse, Plus on est de fous, plus on rit, Il faut se méfier de l'eau qui dort)
- 2013 : Drôle de famille ! - saison 1 épisode 4 : Vacances à l'orientale réalisé par Christophe Douchand
- 2015-2017 : Tandem
  - Saison 1, épisodes 1, 2, 3, 9, 10
  - Saison 2, épisodes 1, 2, 11, 12
- 2017 : Crimes parfaits - 2 épisodes (Mise en scène, Aux abois)
- 2019 : Les Ombres rouges
- 2020 : Meurtres à Granville
- 2026 : Un crime (presque) parfait

## Assistant réalisateur
- 1997 : Violetta la reine de la moto, film  de Guy Jacques
- 1992 : Voyage à Rome, film de Michel Lengliney